# Башмачок королевы
Башмачо́к королевы (лат. Cypripedium reginae) — вид травянистых растений секции Obtusipetala, рода Cypripedium, семейства Орхидные.
Относится к числу охраняемых видов (II приложение CITES).

## Распространение и экология
Восток Северной Америки. Является цветком штата Миннесота.
Хвойные и лиственные заболоченные леса (часто образуемые туей западной, елью чёрной и лиственницей американской), болота, берега водоёмов, поляны, влажные участки лугов на известковых почвах, степи, скалистые участки, на высотах от 0 до 600 метров над уровнем моря.
Почвы постоянно влажные, от слабокислых до слабощелочных. Было отмечено, что Башмачок королевы растет на сфагнуме только до тех пор, пока его корни способны проникать в более глубокие слои, которые имеют более высокий рН. Согласно одному из источников pH почвы может быть 8 и выше, согласно другому источнику: 6,5—7,5. По наблюдениям в природе растения могут расти на почвах с реакцией немного ниже pH =7,5 (6 или 7), но крупные популяции этих орхидей найдены только на почвах с pH =7,5.
Одной из особенностей микроклимата является присутствие сомкнутых крон деревьев над местом произрастания башмачков, что обеспечивает интенсивное освещение орхидей косыми лучами солнца утром, вместе с тем во время полуденного зноя растения оказываются в тени. В то же время в более северных широтах, где солнце не бывает высоко над горизонтом и почва никогда сильно не прогревается, очень часто Cyp. reginae растёт на полном солнце, возвышаясь над низкорослыми злаками и осоками. Башмачки, которые получают большее количество солнечного света, часто более компактны (приблизительно 45—62 см высотой), чем их сородичи растущие рядом но в тени (в лёгкой тени растения достигают 90 см). Растения оказавшиеся в полной тени из-за разрастания деревьев деградируют, уменьшаются в размерах и в конечном итоге погибают.

## Ботаническое описание

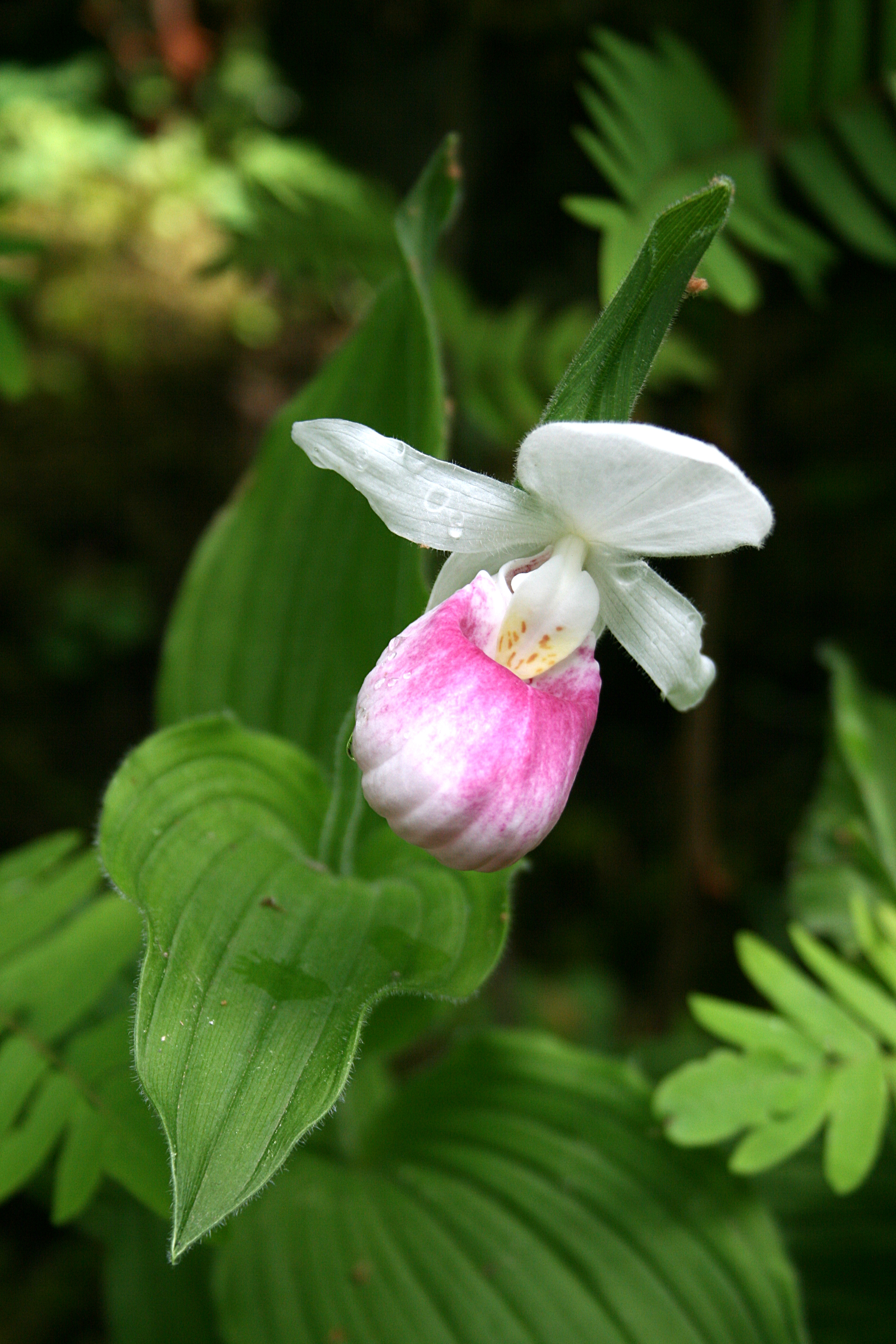
Cypripedium reginae

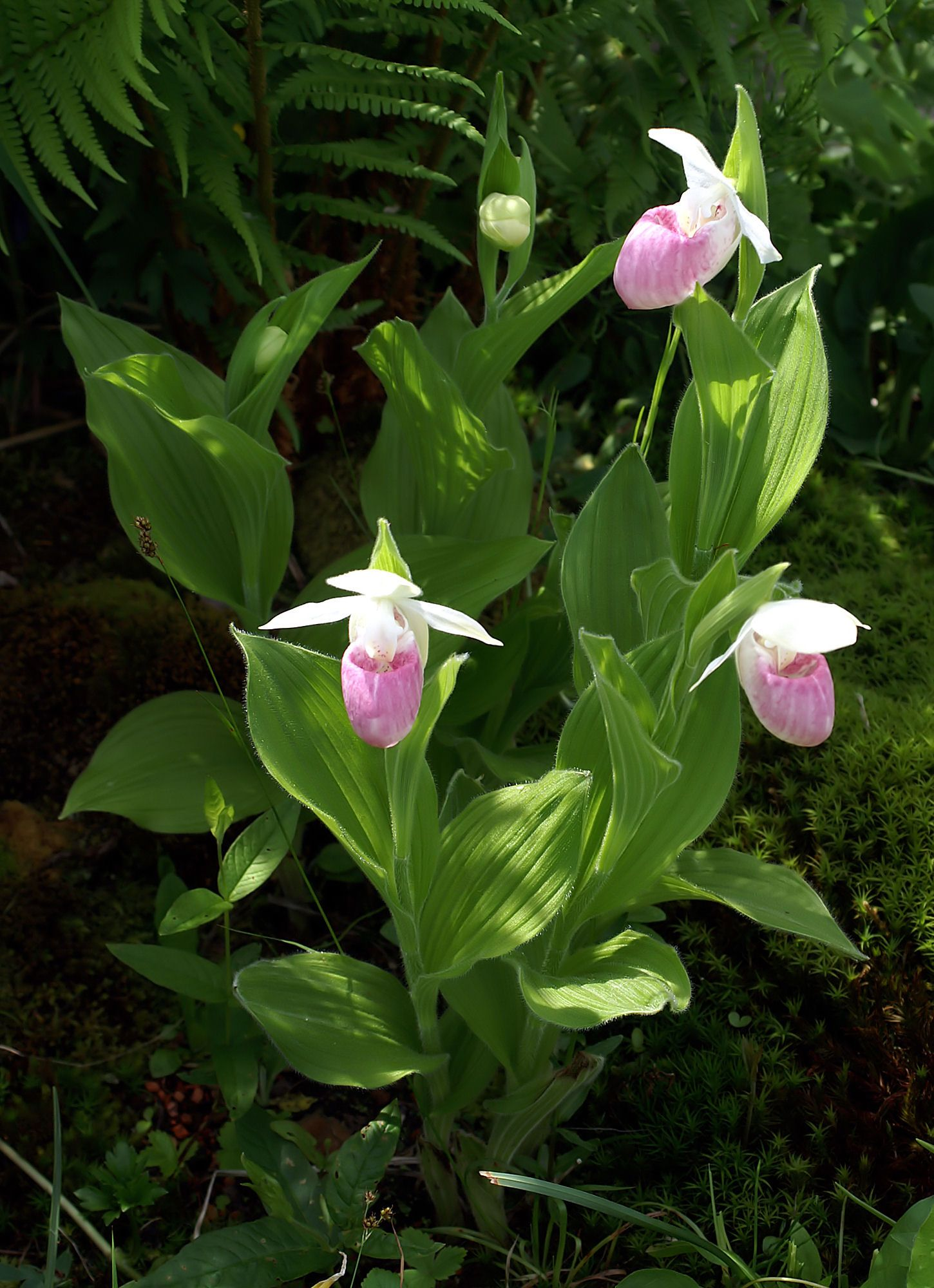
Cypripedium reginae

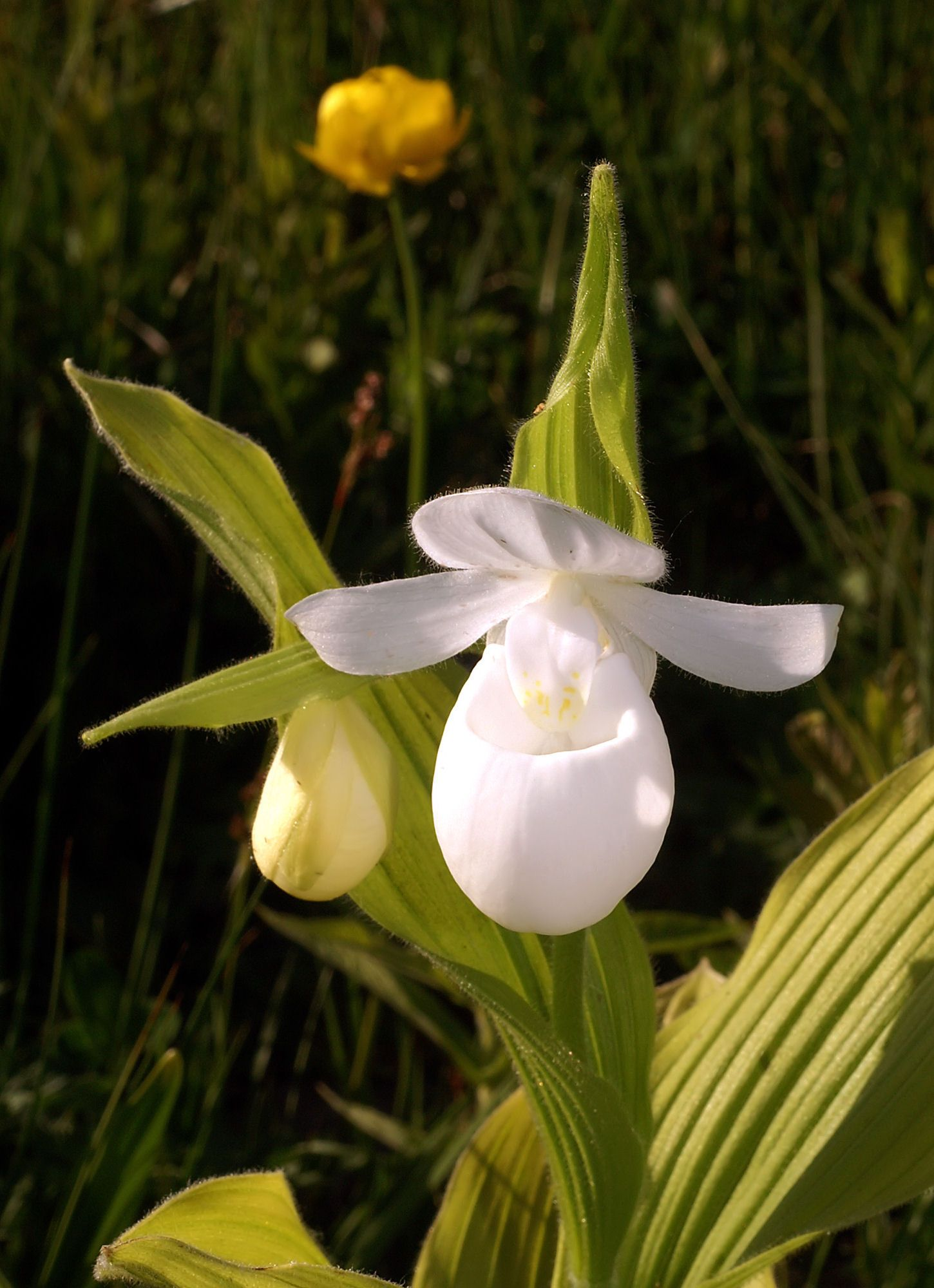
Cypripedium reginae f. album

Травянистые многолетники высотой 21—90 см.
Листья очередные, восходящие, от широкоэллиптических, до яйцевидных и эллиптически-ланцетных, 10—27 × 5—16 см, в количестве 3—9.
Цветков 1—3, редко 4.
Чашелистики белые, лепестки того же цвета, как и чашелистики, от продолговатых до эллиптических или яйцевидно-ланцетных, плоские, 25—47 × 6—17 мм.
Губа почти шаровидная, белая, в верхней части, как правило бледно-розовая или пурпурно малиновая, 25—53 мм. Отверстие 18—28 мм.
Кариотип: 2n = 20.
Железистые волоски листьев содержит фенантрахиноны (циприпедин), у некоторых людей могут вызывать сыпь и дерматиты рук и лица. Первый доклад на эту тему был сделан в 1875 году.
Среди опылителей отмечено два вида пчёл мегалид.

## В культуре

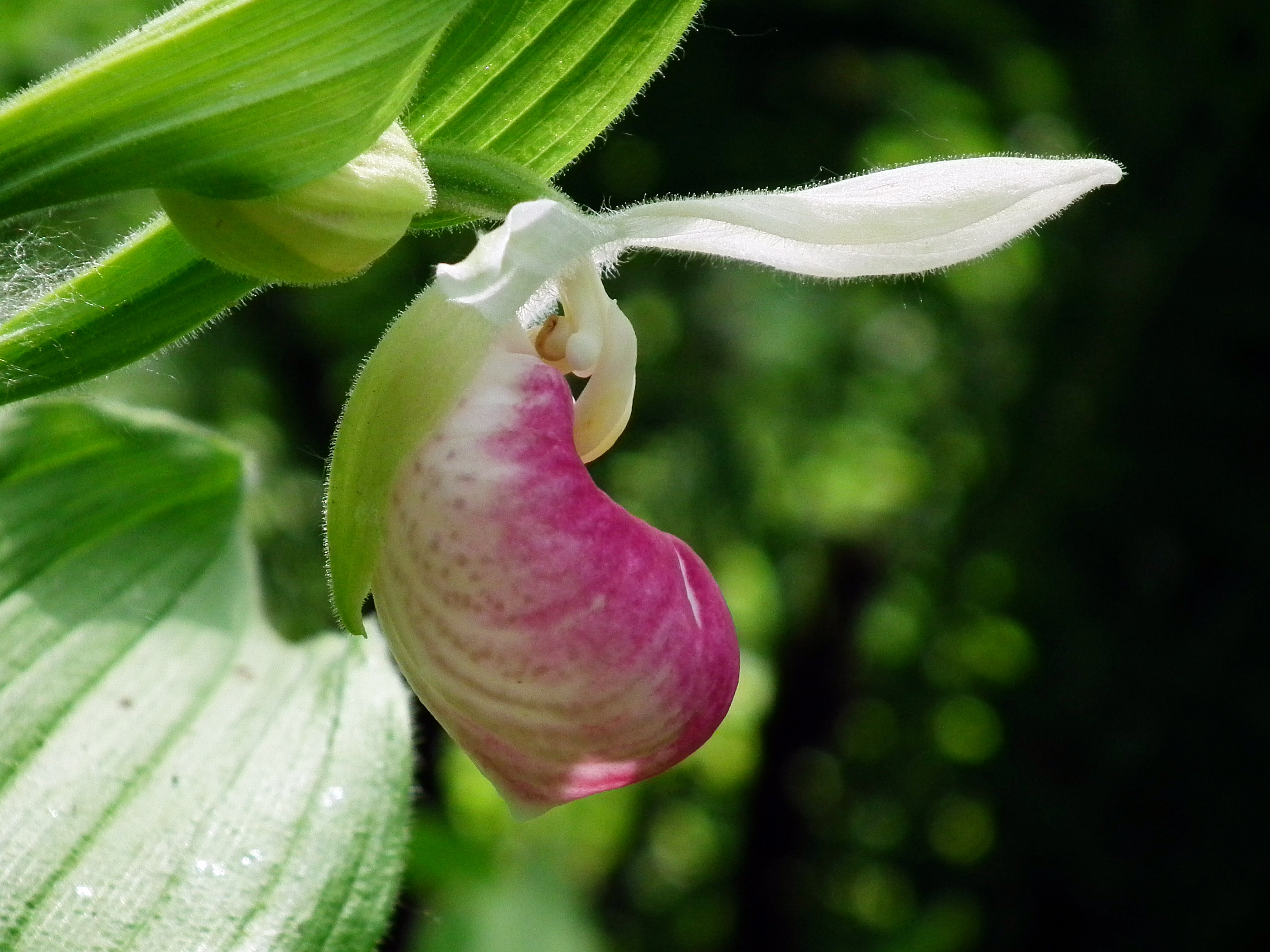
Cypripedium reginae

Широко распространённый в культуре вид, особенно в США. В районах с жарким летом не выращивается. При создании хороших условий быстро разрастается, что препятствует продолжительному выращиванию этого вида в контейнерной или горшечной культуре. Башмачок королевы, хотя и произрастает в природе в весьма влажных условиях - не самый лучший выбор для выращивании в садах с высоким уровнем увлажнения, так как велик риск появления грибковых заболеваний.
Местоположение: пятнистая тень, или места освещаемые в течение 2—3 часов утром и (или) вечером, в северных районах может выращиваться на полном солнце. Башмачок королевы плохо переносит засуху и плотную тень. При избытке солнечного света листья обесцвечиваются и на них могут появляться светлые пятна.
Зоны морозостойкости от 3 до 6. Башмачок королевы может выращиваться и в зоне 2, при наличии дополнительного осеннего мульчирования и зоне 7, если в течение жаркого времени года земля остаётся прохладной, влажной, а растения высажены в местах не прогреваемых дневным солнцем. Согласно другому источнику 3a—8a.
В условиях Московской области считается устойчивым видом. Цветёт позже других распространённых в культуре башмачков. Цветёт 7—14 дней.
Хорошо прорастают, как незрелые так и зрелые семена. Для проращивания требуется темнота. Незрелые семена прорастают и без холодной стратификации.
Почвенная смесь нейтральная или слегка кислая, постоянно влажная, рыхлая, хорошо аэрируемая, дренированная и довольно бедная органическими веществами. Один из рекомендуемых вариантов почвенной смеси: две части суглинка перемешенного с тремя частями песка и гравия. Кислотность почвы (pH) около 6,8, согласно другому источнику 7,9—8,5. Полив рекомендуется осуществлять в утренние часы. Это уменьшает вероятность появления гнилей (особенно у молодых и недавно посаженных растений). При использовании тяжёлого влагоемкого грунта, содержащего большое количество органики, часто возникают грибковые заболевания.
Посадку молодых растений рекомендуется производить в грунт с минимальным содержанием органики, глубина посадки должна быть какой, что бы от спящей почки до поверхности грунта было от 1,5 до 2 см. Пересадку и деление разросшихся куртин рекомендуется осуществлять в конце августа — начале сентября. Расстояние между растениями 20—30 см.
Интенсивность окраски губы зависит от разницы между дневной и ночной температурой, если ночная температура понизится, цвет станет более глубоко-фиолетовый.
Башмачок королевы может заканчивать вегетацию уже в августе.

## Грексы, созданные с участием Башмачка королевы
По данным The International Orchid Register, на январь 2012 года.
- Aasee D.Vienenkoetter, 2009 (= Cypripedium reginae × Cypripedium farreri)
- Anne D.Vienenkoetter, 2008 (= Cypripedium reginae × Cypripedium macranthos)
- Bea Pinkepank H.Pinkepank, 2010 (= Cypripedium calcicola × Cypripedium reginae)
- Bernie In Vitro Orch. Raschun, 2007 (= Cypripedium reginae × Cypripedium fargesii)
- Dominique J.Moors, 2007 (= Cypripedium reginae × Cypripedium formosanum)
- Erich Maier E.Maier, 2006 (= Cypripedium guttatum × Cypripedium reginae)
- Fantasy C.Whitlow, 1992 (= Cypripedium reginae × Cypripedium margaritaceum)
- Genesis C.Whitlow, 1987 (= Cypripedium reginae × Cypripedium parviflorum var. pubescens)
- Gunter In Vitro Orch. Raschun, 2006 (= Cypripedium calceolus × Cypripedium reginae)
- herae естественный гибрид (= Cypripedium reginae × Cypripedium parviflorum var. pubescens)
- Irene W.Frosch, 2006 (= Cypripedium reginae × Cypripedium kentuckiense)
- Jose J.Moors, 2007 (= Cypripedium reginae × Cypripedium tibeticum)
- Judith Crustacare, 2006 (= Cypripedium reginae × Cypripedium Tilman)
- Loes J.Moors, 2009 (= Cypripedium reginae × Cypripedium yunnanense)
- Lucien J.Moors, 2007 (= Cypripedium reginae × Cypripedium macranthos var. taiwanianum)
- Maria Handlbauer Handlbauer, 2008 (= Cypripedium corrugatum × Cypripedium reginae)
- Princess C.Whitlow, 1995 (= Cypripedium reginae × Cypripedium lichiangense)
- Prof. Karl Robatsch In Vitro Orch. Raschun, 2004 (= Cypripedium reginae × Cypripedium acaule)
- Rheinsberg Sparrow Egg G.Bergel, 2007 (= Cypripedium passerinum × Cypripedium reginae)
- Sarah Louise gx Vallonia Group R.Burch, 2011 (= Cypripedium Ulla Silkens × Cypripedium reginae var. album)
- Sarah Louise P.Corkhill, 2010 (= Cypripedium Ulla Silkens × Cypripedium reginae)
- Ulla Silkens J.Petersen, 1996 (= Cypripedium flavum × Cypripedium reginae)
- Warren C.Lueg, 2006 (= Cypripedium reginae × Cypripedium californicum)
- Wouter Peeters P.H.Peeters, 2006 (= Cypripedium reginae × Cypripedium fasciolatum)